# Ala-B

Los Ala-B (B-Wing) son cazas de la Alianza Rebelde y la Nueva República en el universo de Star Wars. Aparecen por primera vez en el episodio VI y posteriormente en los libros del universo expandido, cómics y videojuegos.

## Origen y diseño
Aunque proyectos iniciales pedían Ala-B para aparecer en varias escenas, su aspecto estrecho de algunos ángulos hicieran difícil de ver contra el telón de espacio. La carlinga de giro de la nave se deriva de un diseño inicial para el Halcón Milenario.

## Características
«Como la cabina está rodeada por un sistema único de giroestabilización, el piloto permanece siempre recto, aunque el resto de la nave pivote durante el vuelo»
―General Carlist Rieekan
A veces recuerda a los bombarderos H-60 Tempestad y usando una configuración de ala similar a los cazas estelares V-19 Torrente de Slayn & Korpil , el Ala-B tiene un aspecto un tanto desgarbado que recuerda al de una cruz alta cuando se encuentra totalmente desplegado.
El Ala-B fue un caza altamente adaptable, con puntos fuertes modulares y otros componentes. Su armamento se podía reconfigurar con más facilidad que el de otros cazas de la Alianza. El Ala-B también contaba con un sistema de giroestabilización único en la cabina, que permitía al piloto realizar maniobras de pilotaje avanzado y de ataque. El caza podía estar impulsado por dos sistemas de motores: un motor Quadex Kyromaster de cuatro puertos o bien cuatro motores de impulso Slayn & Korpil JZ-5.
El Ala-B fue diseñado para reemplazar a los anticuados Ala-Y en el papel de caza pesado de ataque, ya que poseía mejor armamento y escudos más potentes. No obstante, el Ala-B tenía varios puntos débiles, especialmente lo difíciles que eran de pilotar y su carencia de velocidad y agilidad. Su gran casco le convirtió además en un objetivo más fácil que otros cazas de menor tamaño, además su blindaje era menor, por lo que nunca llegó a reemplazar al Ala-Y como se tenía previsto.
En particular, el sistema de rotación del Ala-B fue un reto para dominar. También volvieron la nave inusualmente delicada, puesto que demasiados giros podían causar tensión extrema en la superficie y el sistema de rotación de la cabina podía atascarse en una posición. Solo unos pocos pilotos estaban cualificados para pilotar ésta nave antes de la Batalla de Endor, por lo que el número de Ala-B presente en la batalla fue menor de lo esperado. Éstas dificultades obligaron a la Alianza Rebelde a invertir en la actualización del Ala-Y, en lugar de una nueva nave que cubriera sus necesidades.
Al igual que su predecesor el Ala-Y, la cabina del Ala-B podía separarse del resto de la nave, pero a diferencia del Ala-Y, la cabina del Ala-B contaba con un sistema de soporte que le permitía la entrada en la atmósfera.
El Ala-B participaría en muchas batallas a lo largo de la Guerra Civil Galáctica, y algunas partes de su diseño se emplearon en otras naves. En algún momento tras la Batalla de Hoth, el casco destrozado de un Ala-B se utilizó como prototipo para el diseño del deslizador de asalto pesado AHS-1

## Historia
El material del Universo expandido declara que cuando el Imperio Galáctico diseña la fragata de Nebulon-b para proteger sus convoy de los Ala-X y Ala-Y de la Alianza Rebelde, los Rebeldes responden construyendo el Ala-B. el Verpine, supervisado por Ackbar, diseña y arma el caza para contraatacar naves capital. la carlinga giroestabilizada del Ala-B permite al piloto para mantener un horizonte constante mientras el cuerpo del arte gira alrededor de él. el. El Ala-B es el caza más grande y más poderoso diseñado por la Alianza Rebelde, y generalmente es visto como el sucesor del caza/bombardero Ala-Y más viejo y lento. Los Ala-B tienen escudos poderosos, que son bastante más fuertes que los escudos instalados sobre la mayoría de los diseños de caza Imperiales o Rebeldes, y  son armados con una mayor variedad de armas. Los Ala-B participan en la Batalla de Endor a favor del Jedi y en numeroso otros contratos en todas partes de la Guerra de las galaxias el Universo expandido.

## Variantes

### Caza estelar Ala-B/E "Expandido"
El caza estelar Ala-B/E o Ala-B Expandido era una modificación del diseño original del caza estelar Ala-B de Slayn & Korpil. El Ala-B/E tenía una cabina alargada que permitía albergar a un artillero para ayudar al piloto, lo que permitió a éste concentrarse en el pilotaje e incrementó la letalidad de los Ala-B en combate. El Ala-B/E era más veloz y más duro que el Ala-B original, pero era menos maniobrable. Existieron dos modelos de Ala-B/E, el primero fue simplemente otra nave militar, mientras que la segunda generación (conocida como Ala-B/E2) se diseñó como lanzadera militar personal. Ackbar utilizó una de éstas Ala-B/E2 como su lanzadera personal, con la que se estrelló en el planeta Vortex después de que Terpfen manipulase la nave.

### Lanzadera Ala-B
La lanzadera Ala-B fue otra variante del caza estelar Ala-B de Slayn & Korpil que contaba con una cabina más alargada que podía albergar un piloto y dos pasajeros.

## Armamento
«Uno de los cazas rebeldes mejor armados, el Ala-B ha sido diseñado personalmente por el Almirante Ackbar. El Ala-B cuenta con una gran variedad de armas, incluyendo cañones de iones, lanzadores de torpedos de protones y cañones laser»
―General Carlist Rieekan
El Ala-B llevó una carga inusualmente alta para su tamaño, debido a su designación como caza de asalto. En su diseño original, el Ala-B llevaba tres cañones de iones, dos lanzadores de torpedos de protones, un cañón láser y dos cañones bláster automáticos. La mayoría de los Ala-B reemplazaron sus cañones bláster automáticos por cañones láser para aumentar la potencia de fuego y mantener la supervivencia, aunque algunos Ala-B tenían cuatro cañones bláster automáticos. El Ala-B se diseñó originalmente con un único sistema de control de fuego, que disparaba rayos láser a un objetivo para dar a la computadora la información de rango y vectores para los torpedos de protones y los cañones de iones.
Aunque contaba con un potente escudo protector y una gran potencia de fuego que incrementaban sus posibilidades de supervivencia en combate, por lo general necesitaba una escolta cuando estaba en ruta. Sin embargo, con la potencia de fuego de muchas corbetas, el Ala-B cumplió con su propósito de ser un peligroso rival contra naves capitales ligeras.

## Escuadrones de Ala-B conocidos
- Escuadrón Azul
- Escuadrón Daga
- Escuadrón Lanza
- Escuadrón Nova
- Escuadrón Viento Solar

## Apariciones
- Star Wars: Galactic Defense (Solo imagen)
- Star Wars: Force Arena
- Star Wars Rebels – «Las Alas del Maestro»
- Star Wars Rebels – «Special Ops»
- Star Wars Battlefront (DLC)
- Heredero de los Jedi
- Vader Derribado 1
- Darth Vader (2015) 13 (Solo en la cubierta)
- Star Wars: Commander
- Star Wars: Episode VI - Return of the Jedi (primera aparición)
- El Retorno del Jedi: ¡Cuidado con el Lado Oscuro de la Fuerza!
- Star Wars: Return of the Jedi junior novelization
- «Blade Squadron»—Star Wars Insider 149–150
- «The Levers of Power»—The Rise of the Empire (Solo mencionado)
- Imperio Destruido, Parte III
- «Blade Squadron: Zero Hour»—Star Wars Insider 160
- Imperio Destruido, Parte IV
- «Blade Squadron: Kuat»—Star Wars Insider 168
- «The Ghost Ship»—Star Wars Adventures: Destroyer Down
- Consecuencias: El Fin del Imperio
- «Blade Squadron: Jakku»—Star Wars Insider 172
- «Scorched»—Star Wars Insider 165
- Linaje
- Manual de Supervivencia de Rey